# Babiči
za druge pomene glej Babići (razločitev)
Babiči so naselje v  v Slovenski Istri.
Nekdanja gručasta vas z okoli 340 prebivalci v Šavrinskem gričevju se nahaja na ozki polici  na severovzhodnem pobočju Straže (377 mnm), med Bovškim potokom in potokom Montovo, v zaledju Kopra. Nekdaj skoraj opuščena zaselka Rojci in Marancini sta višje na pobočju, ob cesti proti Marezigam.
V zadnjih letih je  poselitev najbolj obsežna v zgornjem delu naselja, ki ga domačini imenujejo Strnice, prav tako se prenavlja razgledni zaselek Rojci. Naselje na zgornji in spodnji del ločuje križišče imenovano »Pilje«, s katerega lokalne ceste vodijo proti  Pomjanu, Borštu, Vanganelu in Marezigam.

## Etimologija
Krajevno ime Bábiči je verjetno izpeljano iz Bábъci, ki je množinska oblika od Bábьcь, ki se ohranja v hrvaških priimkih Bábac, Bàbec. To je imenotvorna različica od imena Bábiťь, kar je dalo slovenski priimek Babič in hrvaški priimek Bàbić. Prvotno je označevalo sina starejše ženske ali otroka, ki ga redi starejša ženska, baba. V starih zapisih iz leta 1763-1787 se kraj omenja kot Bebichi in Babici.

## Zgodovina
Naselje se prvič omenja leta 1579, vendar se je močneje razvilo šele proti začetku 20. stoletja, ko so se v nekdaj povsem agrarnem okolju razvile tudi prve gospodarske dejavnosti. Takrat so v naselju delovale gostilna, trgovina in osnovna šola.
Nad zaselkom Rojci se nahaja ruševinska, sedaj pa delno obnovljena cerkev sv. Janeza in Pavla, znana tudi kot sv. Ivan, ki spada v Župnijo Marezige. V šestdesetih letih preteklega stoletja je ostala brez strehe in notranje opreme.

## Gospodarstvo
V začetku preteklega stoletja je nastala mizarska delavnica, edini industrijski obrat, ki se je ohranil vse do danes.
Danes je večina domačinov zaposlena v bližnjem Kopru, ponekod se dodatno ukvarjajo s tradicionalnim kmetijstvom, nekateri pa opravljajo različne storitvene in obrtne dejavnosti. Starodavne vinarske tradicije v Slovenski Istri tudi v Babičih niso opustili, saj tu uspešno delujejo štiri vinske kleti.

## Kultura
Babiči so bili tudi kulturno dobro razviti, saj je do leta 1900 samostojno deloval pevski zbor. Kasneje so ustanovili plesni orkester Đimi, ki je Babiče močno zaznamoval z igranjem na vaških veselicah ter s pustovanjem.

## Društva

### Prostovoljno gasilsko društvo Babiči
PGD Babiči je društvo II. kategorije in član OGZ Koper. Pokriva požarno območje krajevnih skupnosti Marezige, Vanganel in Boršt. Skrbi za varnost in nudi pomoč več kot 3000 ljudem iz lastnega požarnega okoliša. Skupna površina požarnega okoliša, ki ga pokriva PGD Babiči, je 3504,21 hektarjev, od tega je 1729,5 hektarjev gozdov. V društvu delujejo tudi veteranska in mladinska sekcija ter ženska desetina. Velik poudarek namenjajo preventivi, zato že več let sodelujejo s krajani, z Osnovno šolo in vrtcem v Marezigah, ter vrtcem Pikapolonica v Vanganelu. Gasilci vsako leto v Babičih organizirajo tradicionalno junijsko »šagro«.